# نوومصطفینو (شهرستان بورایفسکی، باشقیرستان)
نوومصطفینو (انگلیسی: Novomustafino, Burayevsky District, Republic of Bashkortostan) یک شهرک در شهرستان بورایفسکی باشقیرستان کشور روسیه است.